# Amphoe Pak Chom
Amphoe Pak Chom (Thai: อำเภอ ปากชม, Aussprache: ʔāmpʰɤ̄ː pàːk tɕʰōm) ist ein Landkreis (Amphoe – Verwaltungs-Distrikt) im Norden der  Provinz Loei. Die Provinz Loei liegt im westlichen Teil der Nordostregion von Thailand, dem so genannten Isan.

## Geographie
Benachbarte Landkreise und Gebiete sind (von Osten im Uhrzeigersinn): Amphoe Sangkhom der Provinz Nong Khai, die Amphoe Na Yung und Nam Som der Provinz Udon Thani, sowie Amphoe Na Duang, Amphoe Mueang Loei und Amphoe Chiang Khan in der Provinz Loei Province. Im Norden liegt die Provinz Vientiane der Demokratischen Volksrepublik Laos.
Wichtige Wasser-Ressourcen sind die folgenden Flüsse: Mekong (Thai: แม่น้ำโขง – Maenam Khong, Khong-Fluss) und Maenam Chom (Chom-Fluss).

## Geschichte
Pak Chom wurde am 1. September 1067 zunächst als „Zweigkreis“ (King Amphoe) eingerichtet, als die drei Tambon Pak Chom, Hat Khamphi und Chiang Klom vom Amphoe Chiang Khan abgetrennt wurden.
Im Jahr 1971 bekam Pak Chom den vollen Amphoe-Status.

## Verwaltung

### Provinzverwaltung
Der Landkreis Pak Chom ist in sechs Tambon („Unterbezirke“ oder „Gemeinden“) eingeteilt, die sich weiter in 50 Muban („Dörfer“) unterteilen.
| Nr. | Name         | Thai    | Muban | Einw.  |
| --- | ------------ | ------- | ----- | ------ |
| 01. | Pak Chom     | ปากชม   | 12    | 08.979 |
| 02. | Chiang Klom  | เชียงกลม | 10    | 10.548 |
| 03. | Hat Khamphi  | หาดคัมภีร์ | 06    | 03.889 |
| 04. | Huai Bo Suen | ห้วยบ่อซืน | 06    | 05.594 |
| 05. | Huai Phichai | ห้วยพิชัย  | 10    | 07.099 |
| 06. | Chom Charoen | ชมเจริญ  | 06    | 04.538 |

### Lokalverwaltung
Es gibt drei Kommunen mit „Kleinstadt“-Status (Thesaban Tambon) im Landkreis:
- Khon Sa (Thai: เทศบาลตำบลคอนสา) bestehend aus Teilen des Tambon Chiang Klom.
- Chiang Klom (Thai: เทศบาลตำบลเชียงกลม) bestehend aus Teilen des Tambon Chiang Klom.
- Pak Chom (Thai: เทศบาลตำบลปากชม) bestehend aus Teilen des Tambon Pak Chom.

Außerdem gibt es fünf „Tambon-Verwaltungsorganisationen“ (องค์การบริหารส่วนตำบล – Tambon Administrative Organizations, TAO):
- Pak Chom (Thai: องค์การบริหารส่วนตำบลปากชม) bestehend aus Teilen des Tambon Pak Chom.
- Hat Khamphi (Thai: องค์การบริหารส่วนตำบลหาดคัมภีร์) bestehend aus dem kompletten Tambon Hat Khamphi.
- Huai Bo Suen (Thai: องค์การบริหารส่วนตำบลห้วยบ่อซืน) bestehend aus dem kompletten Tambon Huai Bo Suen.
- Huai Phichai (Thai: องค์การบริหารส่วนตำบลห้วยพิชัย) bestehend aus dem kompletten Tambon Huai Phichai.
- Chom Charoen (Thai: องค์การบริหารส่วนตำบลชมเจริญ) bestehend aus dem kompletten Tambon Chom Charoen.